# عمرو موسى (لاعب كرة قدم)
عمرو موسى لاعب كرة قدم مصري في مركز خط الوسط الدفاعي ، ويلعب حاليًا لنادي المصري منذ عام 2013 بعد أن نجح مسئولو النادي في التعاقد معه رسميًّا في 8 مايو 2013 ولمدة ثلاثة سنوات على أن ينضم لصفوف الفريق ابتداءً من الموسم الكروي الجديد.

## إحصائيات مشاركاته
آخر تحديث في 4 يوليو 2018

### مع الأندية
| الفريق | الموسم    | الدوري  | الدوري | الكأس   | الكأس | البطولات القارية | البطولات القارية | بطولات أخرى | بطولات أخرى | الإجمالي | الإجمالي |
| الفريق | الموسم    | مشاركات | أهداف  | مشاركات | أهداف | مشاركات          | أهداف            | مشاركات     | أهداف       | مشاركات  | أهداف    |
| ------ | --------- | ------- | ------ | ------- | ----- | ---------------- | ---------------- | ----------- | ----------- | -------- | -------- |
| المصري | 2013–2014 | 5       | 0      | 0       | 0     | —                | —                | —           | —           | 5        | 0        |
| المصري | 2014–2015 | 32      | 0      | 1       | 0     | —                | —                | —           | —           | 33       | 0        |
| المصري | 2015–2016 | 9       | 0      | 1       | 0     | —                | —                | —           | —           | 10       | 0        |
| المصري | 2016–2017 | 11      | 0      | 3       | 0     | 1                | 0                | 1           | 0           | 16       | 0        |
| المصري | 2017–2018 | 31      | 1      | 2       | 0     | 8                | 0                | 0           | 0           | 41       | 1        |
| المصري | الإجمالي  | 88      | 1      | 7       | 0     | 9                | 0                | 1           | 0           | 105      | 1        |

## روابط خارجية
- عمرو موسى